# 世嘉硬件女孩
《世嘉硬件女孩》（日文：Hi☆sCoool! セハガール）是世嘉推出的一部将世嘉游戏主机萌擬人化的多媒体计划，是紀念家用遊戲機30周年而製作。
《世嘉硬件女孩》原先只是做為電玩遊戲《武士鬥惡龍》中的特別企劃而創造出來，以世嘉到现在为止所开发的游戏机与游戏所萌化成美少女的一系列计划，共17名拟人化角色。全部以世嘉家用機硬件（也包括玩具和家用機周邊配件）為原型，人物名稱亦沿用原型硬件名字。由KEI担任人设。在推出後受到玩家們的喜愛，而獨立成為一個全新系列作品。

## 登場角色

### 主要角色
Dreamcast（聲：M・A・O）
世嘉土星（聲：高橋未奈美）
Mega Drive（聲：井澤詩織）
世嘉 MarkIII（聲：田中真奈美）
世嘉Master System（聲：高山佑子）
RoBo Pitcha（機器人投手）（聲：井上はるな）
Visual Memory（聲：上坂堇）
SC-3000（聲：相澤舞）
SG-1000（聲：芹澤優）
SG-1000II（聲：大空直美）
MegaCD（聲：三上枝織）
MegaCD2（聲：林沙織（至2014年9月）→金魚和嘉菜（2014年9月後））
Mega Drive（聲：山岡百合）
以世嘉MD改良型MD2為原型的少女。
Super 32X（聲：鹿野優以）
Sega Genesis（聲：田野麻美）
TeraDrive（聲：井上麻里奈）
Game Gear（聲：田中美海）

### 動畫角色
中心老師（聲：中裕司）
世硬嘉嘉學園老師。
真宮寺櫻（聲：横山智佐）
櫻花大戰角色，第2、13話客串演出。

## 轻小说
以《來到現代日本的世嘉女神日常》（現代日本にやってきたSEGAの女神にありがちなこと）为标题的轻小说。由師走トオル著，KEI作人设。在杂志《电击MAGAZINE》上连载，每月10日发行。

## 漫画
以ちきう☆防衛隊! セハガール为标题的漫画。在角川书店杂志《电击魔王》上连载，每月27日发行。
- 原作：世嘉
- 脚本：岐部昌幸
- 作画：田中圭一、葉生田采丸、サムシング吉松、押切蓮介、和田ラヂヲ、榎本俊二等

## 電視動畫
以《Hi☆sCoool！世嘉女孩》为标题的电视动画，于2014年10月8日在日本ANIMAX播放。

### 故事簡介
故事发生在位于日本东京都羽田大鸟居的「世硬嘉嘉學園（セハガガ学園）」，三名刚入学的少女“世嘉土星”、“Dreamcast”、“Mega Drive”得到了自称为“中心老师”的教师挑战：“如果获得100枚奖牌就可以从这个学校毕业”。為了取得畢業資格完成課題，3人不得不進入世嘉的遊戲世界，3位少女是否能順畢業呢？
三人的通常形态为SD（3头身），不过在进入游戏世界的时候会变成8头身。

### 主题曲
片頭曲（第1話、第3話、第5－13話）
作詞：菅原壯太、杉本善德，作曲：杉本善徳，編曲：藤田よしひさ，演唱：Dreamcast（M・A・O）、世嘉土星（高橋未奈美）、Mega Drive（井澤詩織）
第1話作片尾曲使用。
片尾曲「年輕的力量 -世嘉硬件女孩MIX-」（第2話、第4話、第5－13話）
作詞：世嘉社員，作曲：若草恵，編曲：藤澤健至（Team-MAX）/ 演唱：SC-3000（相泽舞）、SG-1000(芹泽优)、SC-1000II（大空直美）、 Game Gear（田中美海）、robopitcher（もものはるな）
原曲是世嘉的社歌。
插曲
（第2話）
作曲：广井王子，作词：田中公平，编曲：根岸贵幸，演唱：横山智佐、帝国歌剧团
（第11話）
主唱：Dreamcast（M・A・O）

### 各話列表
| 話數  | 日文副標題                                                                                           | 中文副標題                                                                            | 課程內容                                                       | 16-BIT百科                                                                                      |
| ----- | --- | ------------------------------------------------------------------------------------- | -------------------------------------------------------------- | ----------------------------------------------------------------------------------------------- |
| 1bit  | | 無論如何還早了10年！                                                                  | VR戰士                                                         | Dreamcast 戰斧                                                                                  |
| 2bit  | コンボでつなげ 熱い気持ち                                                                            | 連擊招數 熾熱心情                                                                     | VR戰士                                                         | 世嘉土星 Jeffry McWild                                                                          |
| 3bit  | アップ、ダウン、レフト、ライト、たまにナナメ上                                                       | 上、下、左、右，偶爾斜上方                                                            | 太空頻道5                                                      | Mega Drive 波斯尼亚和黑塞哥维那                                                                 |
| 4bit  | 【セハガール】スペースチャンネル5【踊ってみた】                                                      | 【世嘉女孩】太空頻道5【跳了一下】                                                     | 太空頻道5                                                      | 烏拉拉（うらら） 摩洛星人（モロ星人）                                                                         |
| 5bit  | ぷよ+ぷよ+ぷよ+ぷよ=0                                                                                | 噗喲+噗喲+噗喲+噗喲=0                                                                 | 魔法氣泡                                                       | 太空哈利 影舞者                                                                                 |
| 6bit  | センター先生のセンター試験                                                                           | 中心老師的期中考試                                                                    | 邊境保衞戰                                                     | COUGAR NX 中心老師的期中考試                                                                    |
| 7bit  | エッグマンvsソニック with セガ・ハード・ガールズ                                                     | 蛋頭博士VS索尼克 with 世嘉硬件女孩                                                    | 邊境保衞戰                                                     | 超音鼠 蛋頭博士                                                                                 |
| 8bit  | 輝け！ 第54回！ 脳天直撃！ポロリはないけど、ポロリ青春 限界のバリアを打ち破れ！ セハガガ学園文化祭！ | 發光吧！第54回！頭頂直擊！雖然沒有走光，走光青春 打破極限的屏障！世硬嘉嘉學園文化祭！ | 世硬嘉嘉學園可愛女生大賽                                       | 發光吧！第54回！頭頂直擊！雖然沒有走光 走光青春 打破極限的屏障！！世硬嘉嘉學園文化祭！ 死亡之屋 |
| 9bit  | 武器強化の成功率50%、体感では15%説                                                                   | 武器強化的成功率50% 體感15%學說                                                       | 鎖鏈戰記                                                       | 延遲麻煩（遅延苦労） Bruno Dellinger                                                                    |
| 10bit | 壊れかけのジェットセットラジオ                                                                       | 壞掉的街頭塗鴉                                                                        | Jet Set Radio                                                  | 澀谷町 忍 Shinobi                                                                               |
| 11bit | ドリラッピー、サタラッピー、メガラッピー、??ラッピー                                                 | Dream拉比 土星拉比 Mega拉比？？拉比                                                   | 夢幻之星Online2 前傳3 光明與黑暗續戰篇 縱橫天下 EXLESIA Zenith | 拉比（ラッピー） 獸王金融                                                                               |
| 12bit | セハガ、卒業するんだってよ                                                                           | 世嘉女孩 聽說要畢業了                                                                 | Black Asobin FC時空戰士                                        | 不適用                                                                                          |
| 13bit | いつだって、つながってますから！                                                                     | 無論何時都會緊密相連！                                                                | [ 注 2 ]                                                       | 不適用                                                                                          |

### 藍光／DVD
| 卷数 | 发行日期      | 收录内容       | 制式      | 制式      |
| 卷数 | 发行日期      | 收录内容       | 藍光      | DVD       |
| ---- | ------------- | -------------- | --------- | --------- |
| 1    | 2014年12月2日 | 第1话－第5话   | BBXA-1071 | BBBA-2541 |
| 2    | 2015年1月6日  | 第6话－第9话   | BBXA-1072 | BBBA-2542 |
| 3    | 2015年2月3日  | 第10话－第13话 | BBXA-1073 | BBBA-2543 |

日本DVD於2016年11月3日發行。

## 遊戲合作
超次元大战 海王星VS世嘉主机少女 梦幻合体Special，為戰機少女系列外傳。

## 游戏联动
Kingdom Conquest
土星、Dreamcast、Mega Drive作为“激武士&龙队 〜THE FINAL AWAKENING〜”的支持造型登场。
锁链战记
《链年代记V》和《链年代记 〜纽带的新大陆〜》登场。
电击文库 FIGHTING CLIMAX
Dreamcast作为故事的钥匙角色（作品中以“电神”名义）登场。

## 脚注
註解
1. ↑  アイキャッチ表記は予告および公式サイトのサブタイトル表記と若干異なる。
2. ↑  「瘋狂出租車」「時尚魔女 LOVE AND BERRY」「迷彩戀曲」表示應該已經上過課。

來源
1. 1 2  .   [2014-12-12]. （原始内容存档于2022-03-31）.
2. 1 2 3  .   [2014-12-12]. （原始内容存档于2021-05-13）.
3. ↑  .   [2016-11-03]. （原始内容存档于2021-07-01）.